# Deutsche Bank-torens
De Deutsche Bank-torens zijn twee wolkenkrabbers in de Duitse stad Frankfurt am Main. Het is het hoofdgebouw van de Deutsche Bank. Het is gelegen aan de Taunusanlage en het staat op de 61e en 62e plaats in de lijst van hoogste gebouwen van Europa. De torens hebben een directe toegang tot de ondergrondse S-Bahnstation Taunusanlage.
De Deutsche Bank-torens werden opgeleverd in 1984. Met een hoogte van 155 meter zijn de twee torens het op tien en elf na hoogste gebouw van Frankfurt. De westtoren telt 40 verdiepingen en de oosttoren 38 verdiepingen.